# 브라이언 클레이
브라이언 에즈라 츠모루 클레이(Bryan Ezra Tsumoru Clay, 1980년 1월 3일 ~ )는 미국의 10종 경기 선수이다.

## 생애
텍사스주 오스틴에서 태어나 하와이주에서 자란 클레이는 부친이 아프리카계 미국인이고, 모친은 일본인 이민자였다. 초등학교 시절에 부모가 이혼하자, 모친에 의하여 자라왔다.
1998년 제임스 B. 캐슬 고등학교를 졸업하였다.

## 육상 경력
그는 대크레 보언과 마틴 히의 코치를 받는 동안에 고등학교에서 육상에 나갔다. 그러고나서 아즈사 패시픽 대학교에서 수학하고, 로스앤젤레스 근처에 있는 복음주의 칼리지를 다니면서 대학간 육상 국립 협회가 주최하는 대회에 나가 활약하였다.
클레이는 2004년 아테네 올림픽에서 은메달을 따고, 이듬해 세계 육상 선수권 대회에서 1위를 하였다. 부상으로 인하여 4개의 종목들에서 떨어져 나간 후, 2007년의 세계 육상 선수권 대회에 나갈 수 없었다.
클레이는 2008년 베이징 올림픽에서 10종 경기의 금메달을 획득하였다. 거기서 240 점의 그의 승리 차이는 1972년 이래 가장 큰 점수였다. 그는 "세계에서 위대한 선수"로서 언급되고 올림픽에 대비하여 다른 스포츠의 수를 가로지르는 자신의 SPARQ 평점을 설립하려고 SPARQ에 의하여 시험되었다. 이 시험은 스포츠 종의 정열적인 활동성을 측량하고, 미식축구 시험에서 클레니는 130.40 점을 득점하였다.
자신의 세계 타이틀을 다시 얻는 시도는 2009년 6월 햄스트링 부상에 의하여 훼방에 놓였다. 이 일은 그가 미국 선발 시합에서 떨어져 나가는 원인을 가져와 베를린에서 열린 세계 육상 선수권 대회에 나가는 데 기회를 놓쳤다. 그는 2010년에 복귀하여 세계 실내 선수권 대회에서 남자 7종 경기를 우승하였다. 자신의 실외 시즌의 시작에서 그해 하이포 대회에서 우승하여 로맹 바라스로부터 도전을 멀어지게 하였다.
2012년 클레이는 3번째 올림픽을 이루어 자신의 타이틀을 유지하는 희망에서 올림픽 선발 시합에 돌아왔다. 그 시도는 이틀날의 시작에 110m 허들에서 9번째 장애물에 헛디뎌 억눌려졌다. 허들 사고에 이어, 원반던지기에서 3개의 연속적 파울에 그쳤으나 아직도 경연을 완료하였다.

## 같이 보기
- 올림픽 육상 남자 메달리스트 목록